# Speak (album)
 For alternative betydninger, se Speak. (Se også artikler, som begynder med Speak)
Speak er Lindsay Lohans første album. Det blev udgivet 7. december 2004. 
1. "First"
2. "Nobody 'Til You"
3. "Symptoms of You"
4. "Speak"
5. "Over"
6. "Something I Never Had"
7. "Anything But Me"
8. "Disconnected"
9. "To Know Your Name"
10. "Very Last Moment In Time"
11. "Magnet"
12. "Rumors"